# Dar Mohsen (Sidi Bou Saïd)
Ne doit pas être confondu avec Dar Mohsen.
Dar Mohsen est un palais situé à Sidi Bou Saïd en Tunisie.
Cette demeure est classée dans l'inventaire de Jacques Revault, membre du Groupe de recherches et d'études sur le Proche-Orient, comme l'une des grandes demeures historiques du village. De nos jours, elle sert d'hôtel de ville pour la municipalité.

## Historique
Au milieu du XIXe siècle, le cheikh Mohammed El Benna, un dignitaire religieux et mufti, édifie cette demeure, où il vit jusqu'à son décès en 1872. Elle devient alors la résidence d'été de la famille Mohsen, grande famille chérifienne, après avoir été acquise par le cheikh Hamouda Mohsen, imam à la mosquée Zitouna. Elle est laissée en héritage à son fils, El Béji Mohsen, puis vendue au baron Rodolphe d'Erlanger.

## Architecture
Une allée de cyprès conduit à cette villégiature d'été à travers un verger. Au rez-de-chaussée, on trouve au centre la porte principale, avec à droite une porte secondaire réservée aux domestiques et à l'accès direct de l'étage. À gauche se trouve la porte de la cuisine (matbakha) et de la chambre à provisions (bit el mouna).
Une skifa (petit vestibule) mène à la galerie (bortal) du patio (wust eddar) qui mène à la pièce principale orientée au sud-ouest : il s'agit d'une salle de réception en forme de T traditionnelle, avec un défoncement central (kbou) entre deux chambrettes latérales (maksouras). Les autres salles sont rectangulaires. Une pièce supplémentaire à usage d'école coranique (kouttab) a été ajoutée au nord-ouest de la demeure, avec près d'elle une loge de gardien. La porte de l'étage donne sur un patio couvert entouré de deux pièces : l'une rectangulaire, l'autre carrée précédée d'une antichambre.